# Dom Kennedy
Dom Kennedy, de son vrai nom Dominic Hunn, né le 22 août 1984 à Los Angeles, en Californie, est un rappeur américain. Depuis 2008, Kennedy compte cinq mixtapes indépendantes, qui classe en particulier From the Westside with Love, publié en 2010, « la mixtape mieux accueillie ». Son premier album, From the Westside with Love II est publié sur iTunes le 28 juin 2011. Malgré ses débuts sur iTunes, l'album devient l'un des « 10 meilleurs albums hip-hop/rap les mieux vendus une semaine après publication » et devient le premier de Kennedy publié par The OpM Company, son label. Sa chanson My Type of Party est classé par le magazine Complex 43e dans sa liste des « 50 meilleures chansons en 2012 ».

## Biographie

### Jeunesse
Dominic Hunn est né le 22 août 1984 à Los Angeles, en Californie,. Lors d'un entretien avec IMFlashy, Kennedy décrit son enfance comme « normale ». Après le divorce de ses parents, Kennedy emménage avec sa mère dans le quartier de Leimert Park. Kennedy jouait au baseball afin d'éviter tout problème dans le quartier. Il jouait également du basketball entre 5 et 16 ans. Après le lycée, Kennedy s'inscrit au Santa Monica College, en Californie. Lors d'un entretien avec le Dr. Josh Hamilton en octobre 2012, Dom explique ce qu'il aurait fait en cas d'échec de ses études : « Là-bas, je m'étais concentré sur le business management, sans penser à la musique. Vous savez, quand je ne me voyais pas rapper ou faire de la musique, je me voyais faire autre chose dans la vie... [...] le travail de monsieur tout-le-monde. »

### Carrière musicale
En collaborant avec son cousin Jason Madison, Kennedy publie sa première mixtape, 25th Hour, en 2008, qui fait instantanément le buzz dans le sud de Los Angeles. La chanson Watermelon Sundae, en particulier, est jouée en boucle sur les chaînes de radio locales, popularisant ainsi Kennedy. À cette période, le cousin de Kennedy, Madison, était étudiant en réalisation audiovisuelle à la Loyola Marymount University, ce qui s'avèrerait utile dans les futurs projets de Kennedy. Après 25th Hour, Kennedy publie deux nouvelles mixtapes en 2009 ; Best After Bobby (un titre citant Bobby Robert Kennedy), et Future Street/Drug Sounds. Pour la mixtape Best After Bobby, Kennedy collabore avec le DJ de la côte ouest Sour Milk et les Los Angeles Leakers, créant ainsi un buzz dans la scène hip-hop underground américaine. Quelques heures après publication de la mixtape, Kennedy compte plus de 10 000 téléchargements. Cependant, avec la publication de From the Westside With Love en 2010, Kennedy se popularise massivement dans la scène underground de L.A. avec plus de 100 000 téléchargements. Avec le succès de From the Westside With Love, Kennedy s'affirme dans le circuit indépendant, jouant même à l'international ; par exemple à Djibouti, en Afrique. Kennedy publiera également des clips de ses titres comme 1997, Locals Only et The 4 Heartbeats.
Son premier album, From the Westside with Love II est publié sur iTunes le 28 juin 2011. Malgré ses débuts sur iTunes, l'album devient l'un des « 10 meilleurs albums hip-hop/rap les mieux vendus une semaine après publication » et devient le premier de Kennedy publié par The OpM Company, son label. Sa chanson My Type of Party est classé par le magazine Complex 43e dans sa liste des « 50 meilleures chansons en 2012 ». La même année, Kennedy rivalise avec le DJ et producteur Funkmaster Flex. Sur sa chanson The Homies, Kennedy répond aux remarques désobligeantes de Flex concernant Tupac Shakur : « Putain, j'ai entendu Funk Flex dire que Pac n'était rien/ et j'espère réellement que s'il te voit, qu'il te fasse fermer ton clappet » (Shit I heard Funk Flex say that Pac ain't shit/ and I hope when you see him that he slap your mouth/).
En 2011, Kennedy joue à la première du festival South by Southwest's Music Matters Show d'Albuquerque, dans le Nouveau-Mexique. L'émission est retransmise sur la chaîne Black Entertainment Television.
Après la publication de From the Westside With Love II, il joue au Key Club de West Hollywood, en Californie avec les rappeurs Overdoz, Epic Twelve, et Black Cobain. En 2012, Kennedy traverse l'Europe et les États-Unis pour sa tournée Yellow Album World Tour, qui débute à Londres en octobre et s'arrête à San Francisco en décembre. Au début de 2013, Interscope Records tente de signer Dom Kennedy, bien que ce dernier choisisse de rester indépendant. Son deuxième album, Get Home Safely, est publié sur son label The Other People's Money Company le 15 octobre 2013. L'album fait participer Skeme, Krondon, TeeFLii, Ty Dolla Sign et Nipsey Hussle. Get Home Safely est classé 29e à sa première semaine de publication, avec plus de 10 000 exemplaires écoulés aux États-Unis.
Le 24 septembre 2020, Dom expose sur son compte Instagram une image tronqué montrant la tracklist de son prochain album avec un hashtag intitulé #RapNRoll. L'album, RapNRoll sort le 26 septembre 2020.
Le 28 septembre 2021, l'artiste révèle une image supposée de la pochette de son prochain album sur son compte Twitter, décrivant une photographie personnelle avec un intitulé "From The Westside With Love III." L'album, From Westside With Love Three sort le 15 octobre 2021.

## Discographie

### Albums studio
- 2011 : From the Westside with Love, II
- 2013 : Get Home Safely
- 2015 : By Dom Kennedy
- 2016 : Los Angeles Is Not for Sale, Vol. 1
- 2017 : Courtesy of Half-a-Mil (avec Hit-Boy)
- 2018 : Volume 2
- 2018 : Also Known As (avec Hit-Boy)
- 2020 : Rap N Roll
- 2021 : From the Westside With Love Three

### Mixtapes
- 2008 : 25th Hour
- 2009 : FutureStreet/DrugSounds
- 2009 : Best After Bobby
- 2010 : From the Westside with Love
- 2011 : The Original Dom Kennedy
- 2012 : Yellow Album
- 2012 : Young Nation
- 2015 : Best After Bobby Two
- 2018 : Addicted To The Underground